# Region Stikine
Stikine – region w kanadyjskiej prowincji Kolumbia Brytyjska. W przeciwieństwie do dystryktów regionalnych nie posiada żadnego rządu regionalnego, jest za to rządzony bezpośrednio przez rząd prowincjonalny Kolumbii Brytyjskiej.
Stikine ma 629 mieszkańców. Język angielski jest językiem ojczystym dla 83,9%, niemiecki dla 4,8%, francuski dla 1,6%. holenderski dla 1,6% mieszkańców (2011).